# 钱伯海
錢伯海（1928年12月28日—2004年1月19日），男，江苏泰兴人，中国经济学家、統計學家，中国共产党党员。

## 生平
1928年出生于江苏省泰兴县，1944年毕业于江苏省泰兴中学。1951年毕业于复旦大学数理统计专业，后担任厦门大学经济学院院长。